# Venezillo pumilus
Venezillo pumilus är en kräftdjursart som först beskrevs av Gustav Budde-Lund 1893.  Venezillo pumilus ingår i släktet Venezillo och familjen Armadillidae. Inga underarter finns listade i Catalogue of Life.